# Wrangell Island
Wrangell Island är en 544 km² stor ö, som ingår i Alexanderarkipelagen i den amerikanska delstaten Alaska. Ön är uppkallade efter den ryske amiralen Ferdinand von Wrangel. På ön ligger staden Wrangell.